# Долголука
Долголука (укр. Довголука) — село в Грабовецко-Дулибской сельской общине Стрыйского района Львовской области Украины.
Население по переписи 2001 года составляло 909 человек. Занимает площадь 12,198 км². Почтовый индекс — 82453. Телефонный код — 3245.